# الجدول الزمني لقضية بليم
اندلعت قضية بليم في يوليو/تموز 2003، عندما كشف الصحافي روبرت نوفاك أن فاليري بليم عملت كموظفة سرية لدى وكالة الاستخبارات المركزية، على الرغم من أن بذور الفضيحة كانت قد زرعت خلال عامي 2001 و2002 عندما كانت إدارة بوش تحقق في مزاعم مفادها أن العراق اشترى اليورانيوم من النيجر.
بين عامي 2003 و2007، قاد باتريك فيتزجيرالد تحقيقًا جنائيًا في مزاعم تسريب إدارة بوش لهوية بليم انتقامًا من زوجها، جوزيف سي. ويلسون، الذي شكك علنًا في مبررات حرب العراق. في أغسطس/آب 2006، كشف نائب وزير الخارجية الأمريكي السابق ريتشارد أرميتاج أنه كان المصدر الرئيسي لنوفاك في هذا التسريب.
بحلول يوليو/تموز 2007، عندما خفّف الرئيس جورج دبليو بوش عقوبة السجن التي حُكم بها علىسكوتر ليبي بتهمة شهادة الزور وعرقلة العدالة خلال تحقيق فيتزجيرالد في التسريب، كانت الفضيحة قد انتهت إلى حد كبير. في أبريل/نيسان 2018، أصدر الرئيس دونالد ترامب عفواً كاملاً عن ليبي.

## الثمانينيات
بين عامي 1980 و1982، استورد العراق البعثي بقيادة صدام حسين أكثر من 400 طن من الكعكة الصفراء من البرتغال والنيجر. وظلت هذه المادة في العراق تحت مراقبة الوكالة الدولية للطاقة الذرية حتى غزو العراق عام 2003.

### 1981
صرح سيني كونتشي، رئيس النيجر آنذاك، أن بلاده سوف "تبيع اليورانيوم حتى للشيطان".

### 1988
يشير تقرير لهيئة الإذاعة البريطانية (بي بي سي) إلى أن جنوب أفريقيا تبيع اليورانيوم بشكل غير مشروع للعراق عبر عدي صدام حسين. ولم يُتَحَقَّق من هذه الصفقة من مصادر أخرى.

## التسعينيات

### 1990
تبدأ فاليري بليم أول وظيفة لها في وكالة المخابرات المركزية، حيث تتظاهر بأنها مسؤولة في وزارة الخارجية في السفارة الأمريكية في أثينا.

### 1991
تنتهي حرب الخليج الفارسية بإجبار العراق على الرضوخ لمطالب الأمم المتحدة بعد أن نجح تحالف بقيادة القوات الأمريكية بتوجيه من البنتاغون بقيادة جورج دبليو بوش، حيث قاد كولن باول الجيش عن طريق الجنرال نورمان شوارتزكوف، في طرد جيوش البعث العراقية بقيادة صدام حسين من حقول النفط الكويتية المحترقة.

### 1993
وفقًا لمقال افتتاحي في مجلة ناشونال ريفيو، فإن تقرير الوكالة الدولية للطاقة الذرية يسرد 580 طنًا من اليورانيوم الطبيعي في المخزونات العراقية، وبعضها جاء من النيجر.

### 1994
22 مايو 1994: سُجِّلَت شركة Brewster Jennings & Associates ، وهي شركة واجهة لوكالة الاستخبارات المركزية الأمريكية تعمل كـ"مكتب خدمات قانونية"، لدى شركة Dun and Bradstreet. وستكون شركة Brewster Jennings & Associates غطاءً للعديد من ضباط وكالة الاستخبارات المركزية الأمريكية، بما في ذلك فاليري بليم.

### 1997
خوفًا من أن يكون ألدريتش أميس قد كشف هويتها للمخابرات الروسية، استدعت وكالة المخابرات المركزية بليم من أوروبا إلى واشنطن.

### 1999
يونيو: (وفقًا لمحادثة جرت عام 2002 بين جوزيف سي. ويلسون ورئيس وزراء النيجر السابق إبراهيم حسان ماياكي)، تواصل رجل أعمال عراقي مع ماياكي وأصرّ على أن يلتقي بوفد عراقي لمناقشة "توسيع العلاقات التجارية" بين حكومة صدام حسين والنيجر. فسّر ماياكي هذه المبادرة على أنها محاولة لمناقشة مبيعات اليورانيوم، لكنه حوّل مسار الحديث بعيدًا عن التجارة بسبب عقوبات الأمم المتحدة المفروضة على العراق. في محادثة جرت عام 2004 مع ويلسون، أخبره "مصدره النيجيري" (ويُفترض أنه ماياكي) أن "رجل الأعمال العراقي" الذي التقى به في يونيو 1999 هو محمد سعيد الصحاف، وزير الإعلام العراقي السابق، والذي يُشار إليه أحيانًا في الصحافة الأمريكية باسم "بوب بغداد".

## 2001
- صيف وخريف عام 2001: يُزعم أن مارك جروسمان، وكيل وزارة الخارجية للشؤون السياسية الذي عُيِّن مؤخرًا، يحذر أعضاءً أتراكًا من حلقة تهريب نووية مرتبطة بشبكة الانتشار الخاصة بالدكتور عبد القدير خان، بشأن دور شركة بروستر جينينغز وشركائه كواجهة لوكالة الاستخبارات المركزية.[11][12][13]
- رأس السنة الجديدة 2001: خلال العطلة، اقتحمت عصابة من اللصوص سفارة النيجر في روما وسرقت بعض الخطابات والطوابع الرسمية.[14]

## 2002

### قبراير

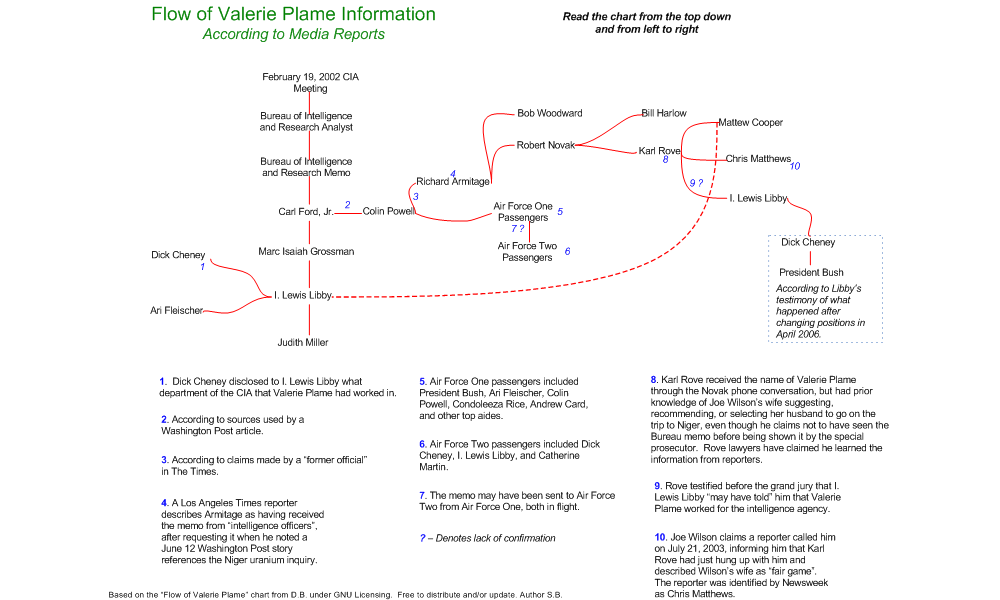
تدفق معلومات فاليري بليم وفقًا للتقارير الإعلامية

- 12 فبراير: نائب الرئيس تشيني يقرأ تقرير وكالة استخبارات الدفاع بشأن مزاعم بيع اليورانيوم للنيجر والعراق ويطلب تحليل وكالة الاستخبارات المركزية.[15]
- 12 فبراير/شباط: فاليري بليم، الموظفة في وكالة الاستخبارات المركزية الأميركية التي تعمل في قسم مكافحة الانتشار، ترسل مذكرة إلى نائب رئيس مديرية العمليات في الوكالة تفيد بأن زوجها يتمتع باتصالات جيدة مع رئيس الوزراء السابق ومدير المناجم في النيجر، فضلاً عن اتصالات أخرى قد تكون مفيدة في تسليط الضوء على عقد اليورانيوم المفترض بين النيجر والعراق.[بحاجة لمصدر]
- 13 فبراير: مسؤول عمليات يرسل برقية إلى ضابط في الخارج يطلب فيها الموافقة على التحقيق في قضية جو ويلسون
- 19 فبراير: اجتمع موظفو وكالة المخابرات المركزية، بمن فيهم بليم، لمناقشة إرسال ويلسون إلى النيجر. ووفقًا لبليم، لم تبق هناك سوى بضع دقائق.[16]
- 26 فبراير 2002: سافر جوزيف سي. ويلسون إلى النيجر بناءً على طلب وكالة المخابرات المركزية الأمريكية. التقى جو ويلسون بوزير المناجم السابق، ماي مانغا، الذي صرّح بأنه لا علم له بأي مبيعات لليورانيوم بين النيجر والدول المارقة. وأوضح أن المناجم تخضع لمراقبة دقيقة، من التعدين إلى تحميلها، مما يجعل من الصعب للغاية، إن لم يكن من المستحيل، على أي دولة مارقة الحصول على اليورانيوم عبر هذه القناة.[بحاجة لمصدر]
  - يشير جو ويلسون إلى أنه في محادثته مع رئيس وزراء النيجر السابق، إبراهيم أسان ماياكي، أشار رئيس الوزراء إلى أنه لم يكن على علم بأي عقد بيع مع العراق، ولكن في يونيو/حزيران 1999، اتصل به رجل أعمال، طالبًا منه مقابلة وفد عراقي لمناقشة توسيع العلاقات التجارية. (ملاحظة: أكبر صادرات النيجر هما اليورانيوم والثروة الحيوانية).[17] وأشار ويلسون إلى أنه يعتقد أن الاجتماع قد تم، ولكن ماياكي، الذي كان على علم بعدم قانونية مثل هذه الأنشطة، ترك الأمر جانبًا بسبب العقوبات المفروضة على العراق.[18]
  - وفقًا لتقرير لجنة الاستخبارات المختارة بمجلس الشيوخ الأمريكي (يوليو/تموز 2004، الصفحات 43-46)، أخبر رئيس وزراء النيجر السابق ماياكي ويلسون في النيجر أن ماياكي فسّر اقتراح رجل أعمال في يونيو/حزيران 1999 "لتوسيع العلاقات التجارية" على أنه عرض لشراء كعكة اليورانيوم الصفراء. إلا أن هذا كان مجرد تفسير. لم يذكر العراقي كلمة "يورانيوم" أو "كعكة اليورانيوم الصفراء".
  - النص الدقيق لتقرير مجلس الشيوخ حول شكوك ماياكي في اهتمام العراق باليورانيوم: "قال ماياكي، مع ذلك، إنه في يونيو/حزيران 1999، اقترب منه رجل أعمال (محذوف منه بعض الكلمات) وأصر على أن يلتقي ماياكي بوفد عراقي لمناقشة "توسيع العلاقات التجارية" بين النيجر والعراق. وذكر تقرير الاستخبارات [وكالة المخابرات المركزية] [عن رحلة ويلسون] أن ماياكي فسّر عبارة "توسيع العلاقات التجارية" على أنها تعني أن الوفد يريد مناقشة مبيعات كعكة اليورانيوم الصفراء. كما ذكر تقرير الاستخبارات أنه "على الرغم من انعقاد الاجتماع، إلا أن ماياكي تجاهل الأمر بسبب عقوبات الأمم المتحدة على العراق".
  - انتقدت لجنة الاستخبارات في مجلس الشيوخ الأمريكي وكالة المخابرات المركزية لعدم قيامها بالتحقيق بشكل كامل في الجهود العراقية للحصول على اليورانيوم من النيجر، مستشهدة بتقارير من الخدمة الخارجية والبحرية الأمريكية حول اليورانيوم من النيجر المتجه إلى العراق والمخزن في مستودع في بنين، وهي دولة تقع بين النيجر وتوغو.

### مارس
5 مارس: يُستجوَب ويلسون من قبل اثنين من مسؤولي وكالة المخابرات المركزية في منزله.

### سبتمبر
9 سبتمبر 2002: وفقًا لصحيفة لا ريبوبليكا الإيطالية، التقى رئيس وكالة الاستخبارات العسكرية الإيطالية (SISMI)، نيكولو بولاري، سرًا مع ستيفن هادلي، نائب مستشار الأمن القومي لبوش آنذاك؛ وكان الغرض من الاجتماع، كما ذكرت لا ريبوبليكا، هو تجاوز وكالة المخابرات المركزية المتشككة والحصول على وثائق تزعم تفصيل محاولة عراقية لشراء اليورانيوم من النيجر مباشرة إلى البيت الأبيض. يقول هادلي وآخرون حضروا هذا الاجتماع إنهم لا يتذكرون تفاصيل ما تمت مناقشته، وفي مؤتمر صحفي وصف هادلي الاجتماع بأنه "زيارة مجاملة" استمرت أقل من 15 دقيقة. ووفقاً لمكتب رئيس الوزراء الإيطالي، فإن الاجتماع كان بين مستشارة الأمن القومي آنذاك، كونداليزا رايس، ونيكولو بولاري، بحضور وفد إيطالي وأميركي ضم ستيفن هادلي.

### أكتوبر
- في 6 أكتوبر/تشرين الأول 2002، أرسل مجلس الأمن القومي مسودة سادسة لخطاب كان من المقرر أن يلقيه الرئيس بوش في سينسيناتي إلى وكالة المخابرات المركزية. وتضمنت المسودة بيانًا يفيد بأن العراق "قد ضُبط وهو يحاول شراء ما يصل إلى 500 طن متري من أكسيد اليورانيوم".[23] وأمر جورج تينيت، رئيس وكالة المخابرات المركزية آنذاك، ومسؤولون آخرون في الوكالة، بحذف النص من الخطاب نظرًا لضعف اليقين بشأن دقة الادعاء.[24]
- في 7 أكتوبر/تشرين الأول 2002، ألقى جورج دبليو بوش خطابًا في سينسيناتي، شرح فيه، لأول مرة، بالتفصيل، مبررات نزع سلاح العراق. وأكد في خطابه: "إذا تمكن النظام العراقي من إنتاج أو شراء أو سرقة كمية من اليورانيوم عالي التخصيب ، تفوق بقليل حجم كرة البيسبول، فسيكون قادرًا على امتلاك سلاح نووي في أقل من عام".[25] وكما أشار جورج تينيت في اليوم السابق، وخاصةً من خلال اتصاله بنائب مستشار الأمن القومي ستيفن هادلي، لم يشر الخطاب إلى سعي العراق المزعوم للحصول على اليورانيوم النيجيري.[24]
- 9 أكتوبر/تشرين الأول 2002: تواصلت إليزابيتا بوربا، الصحفية الإيطالية في مجلة بانوراما، التابعة للإمبراطورية الإعلامية لرئيس الوزراء الإيطالي سيلفيو برلسكوني، مع السفارة الأمريكية في روما، طالبةً توثيق بعض الوثائق المهمة التي عُرضت عليها. يُزعم أن هذه الوثائق تمثل عقدًا أبرمته العراق لشراء اليورانيوم "الكعكة الصفراء" من النيجر. وأفادت التقارير أن مالكها أبلغ إليزابيتا بوربا بإمكانية الاطلاع على الوثائق، ولكن لا يمكنها استخدامها إلا بدفع 15 ألف يورو. وترفض بانوراما دفع هذا المبلغ ما لم يُتَحَقَّق من صحتها أولًا.[23]
- 15 أكتوبر/تشرين الأول 2002: أرسلت السفارة في روما نسخًا من وثائق شركة بوربا بالفاكس إلى مكتب منع الانتشار النووي التابع لوزارة الخارجية الأمريكية في واشنطن، والذي بدوره قدّم نسخًا إلى مكتب الاستخبارات والبحوث التابع للوزارة. سيستغرق الأمر بضعة أسابيع، في أوائل يناير/كانون الثاني 2003، قبل أن يخلص محللو المكتب إلى أن وثائق بانوراما بوربا مزيفة.
- 16 أكتوبر/تشرين الأول 2002: خلال اجتماع بين الوكالات، حصل محللون من وكالة استخبارات الدفاع، ووزارة الطاقة الأمريكية، ووكالة الأمن القومي، ووكالة المخابرات المركزية على نسخ من وثائق شركة بي بي. لم يتذكر أيٌّ من محللي وكالة المخابرات المركزية الأربعة الحاضرين أخذ نسخة منها، والتي عُثر عليها لاحقًا في خزنة تابعة لوكالة المخابرات المركزية أثناء عملية تفتيش ما بعد الوفاة.[23]

### ديسمبر
19 ديسمبر/كانون الأول 2002: بحلول هذا التاريخ، كان ادعاء اليورانيوم، الذي حذفه جورج تينيت من خطاب بوش في سينسيناتي، أوهايو، في أكتوبر/تشرين الأول 2002، قد عاد إلى "ورقة حقائق" صادرة عن وزارة الخارجية. وعقب ذلك، طلب البنتاغون حكمًا موثوقًا به من مجلس الاستخبارات الوطني بشأن ما إذا كان العراق قد طلب اليورانيوم من النيجر أم لا.

## 2003

### يناير
- يناير: استجاب مجلس الاستخبارات الوطني لطلب البنتاغون، وأعدّ مذكرةً تتناول قصة اليورانيوم في النيجر، وخلص فيها إلى أن القصة لا أساس لها من الصحة. وصلت المذكرة إلى البيت الأبيض قبل خطاب حالة الاتحاد الذي أُلقي في وقت لاحق من ذلك الشهر.[26]
- 6 يناير/كانون الثاني: طلبت الوكالة الدولية للطاقة الذرية من الولايات المتحدة تزويدها بأي معلومات تتعلق بالادعاء القائل بأن العراق اشترى اليورانيوم الأصفر من النيجر.[23]
- 13 يناير: أرسل محلل نووي في المعهد الوطني للبحوث النووية رسالة بريد إلكتروني إلى زملائه يشرح فيها أسباب زيف وثيقة "الكعكة الصفراء". ولم تكن وثائق شركة بريتيش بتروليوم محل شك لدى محلل نووي في وكالة المخابرات المركزية، وطلب نسخة منها.[23]
- 16 يناير: تلقت وكالة المخابرات المركزية نسخًا من وثائق شركة بريتيش بتروليوم الأصلية باللغة الأجنبية بشأن العقد بين النيجر والعراق.[23]
- 27 يناير: خلال اجتماع لمجلس الأمن القومي في البيت الأبيض، سلّم أحدهم رئيس وكالة المخابرات المركزية، جورج تينيت، نسخةً ورقيةً من خطاب حالة الاتحاد للرئيس بوش. وشهد تينيت لاحقًا بأنه كان مشغولًا جدًا بحيث لم يتمكن من قراءته، فسلّمه إلى مساعدٍ له، الذي سلّمه بدوره إلى مسؤولٍ كبيرٍ في مديرية الاستخبارات بوكالة المخابرات المركزية، والذي كان أيضًا مشغولًا جدًا بحيث لم يتمكن من قراءته.[23]
- 28 يناير: ألقى الرئيس جورج دبليو بوش خطاب حالة الاتحاد . وفي ختامه، صرّح بوش قائلاً: "علمت الحكومة البريطانية أن صدام حسين سعى مؤخرًا للحصول على كميات كبيرة من اليورانيوم من أفريقيا".[27] وأصبحت الجملة تُعرف باسم "الكلمات الست عشرة". وفي خطابه، صرّح بوش أيضًا: "أكدت الوكالة الدولية للطاقة الذرية في تسعينيات القرن الماضي أن صدام حسين كان لديه برنامج متطور لتطوير الأسلحة النووية، وكان لديه تصميم لسلاح نووي، وكان يعمل على خمس طرق مختلفة لتخصيب اليورانيوم لصنع قنبلة".

### فبراير
4 فبراير/شباط: قدمت الولايات المتحدة نسخة إلكترونية من وثائق شركة بريتيش بتروليوم بشأن حيازة العراق لكعكة النيجر الصفراء إلى جاك بوت، رئيس مكتب التحقق النووي العراقي التابع للوكالة الدولية للطاقة الذرية آنذاك، والذي كان في نيويورك، كما أرسلت نسخة إلى مكاتب الوكالة الدولية للطاقة الذرية في فيينا أيضًا.

### مارس
- 3 مارس: أبلغت الوكالة الدولية للطاقة الذرية البعثة الأميركية في فيينا أن وثائق شركة بريتيش بتروليوم بشأن الكعكة الصفراء في النيجر كانت مزورة بشكل واضح.[23] ومن بين الأخطاء التي وردت في الوثائق الإشارة إلى دستور نيجري في عام 1965.[بحاجة لمصدر]
- 20 مارس: بدء غزو العراق.

### مايو
6 مايو: بعد اجتماع غير رسمي مع ويلسون، أفاد نيكولاس كريستوف في مقال بصحيفة نيويورك تايمز أن "سفيرًا أمريكيًا سابقًا في أفريقيا" أُرسل إلى النيجر في العام السابق وأفاد بأن مزاعم اليورانيوم العراقي كانت كاذبة.

### يونيو
- 10 يونيو: أعد موظفو وزارة الخارجية مذكرة داخلية تُشير إلى أن بليم زوجة ويلسون. الفقرة التي تُعرّف السيدة ويلسون مُعلّمة بـ "(S-NF)"، ما يعني أن معلوماتها مُصنّفة "سرية، نوفورن".[16][29]
- 12 يونيو: خلال مكالمة هاتفية، أخبر تشيني ليبي أن زوجة ويلسون تعمل في مكافحة انتشار الأسلحة النووية.
- 12 يونيو: مارك جروسمان، وكيل وزارة الخارجية للشؤون السياسية، يلتقي مع سكوتر ليبي ويخبره أن بليم تعمل لصالح وكالة المخابرات المركزية وربما ساعدت في تنظيم رحلة زوجها إلى النيجر.[30]

### يوليو
بلغت "قضية بليم" أوجها خلال هذا الشهر. يُفتتح الشهر بمقال رأي لويلسون يصف فيه رحلته إلى النيجر، مُشيرًا إلى أن التهديد النووي العراقي مُبالغ فيه، تلاه بعد أيام تسريبات أو تأكيدات متعددة من إدارة بوش للصحفيين، ونشر اسم زوجة ويلسون، كاشفًا أن فاليري بليم عملت لصالح وكالة المخابرات المركزية الأمريكية رغم أنها كانت متخفية آنذاك. وبحلول منتصف الشهر، ظهرت أولى القصص التي تُشير إلى أن إدارة بوش سربت هذه المعلومات انتقامًا من ويلسون.
6 يوليو: نشر ويلسون مقال رأي في صحيفة نيويورك تايمز يصف فيه رحلته إلى النيجر قائلاً: "ليس لدي خيار سوى أن أستنتج أن بعض المعلومات الاستخباراتية المتعلقة ببرنامج العراق للأسلحة النووية قد حُرِّفَت للمبالغة في التهديد العراقي."
7 يوليو: صعد وزير الخارجية كولن باول على متن طائرة إير فورس ون في رحلة إلى أفريقيا مع الرئيس بوش وأعضاء آخرين من الإدارة. كان باول يحمل معه نسخة من مذكرة 10 يونيو التي أعدتها وزارة خارجيته، والتي تذكر أن بليم هي زوجة ويلسون، وتشير إلى أن المعلومات مصنفة على أنها "سرّي، لا يشارك مع الأجانب (Noforn)."
7 يوليو: أثناء الغداء، أخبر ليبي المتحدث باسم البيت الأبيض آري فليشر أن زوجة ويلسون تعمل في قضايا منع الانتشار النووي في وكالة الاستخبارات المركزية (CIA)، وأنها كانت وراء رحلة ويلسون إلى النيجر.
قبل 8 يوليو: أجرى الصحفي روبرت نوفاك محادثة مع مساعد وزير الخارجية ريتشارد أرميتاج. في تلك المحادثة، قيل له لأول مرة إن زوجة ويلسون تعمل في وكالة الاستخبارات المركزية، رغم أن أرميتاج لم يخبر نوفاك باسمها. (في أغسطس 2006، كشف أرميتاج علناً أنه يعتقد أنه كان التسريب "غير المقصود" لسرّ بليم، بينما أكد أيضاً أنه لم يكن يعرف اسمها الفعلي في ذلك الوقت). تحقق نوفاك من سيرة جوزيف سي. ويلسون في كتاب من هو مَن ليحدد هوية زوجته، فوجد اسمها قبل الزواج فاليري بليم. ووفقاً للصحفيين مايكل إيسيكوف وديفيد كورن، كان تسريب أرميتاج "غير مقصود، ولم يُنتَهَك قانون حماية هويات الاستخبارات".
8 يوليو: أجرى روبرت نوفاك مكالمة هاتفية مع كارل روف، المستشار الأول لرئيس الولايات المتحدة، حيث نوقشت عميلة الـ CIA بليم، وذلك وفقاً لمصدر مجهول طُلب منه عدم التحدث عن القضية. ويُقال إن نوفاك أخبر روف باسم العميلة على أنه "فاليري بليم" ودورها في مهمة ويلسون إلى أفريقيا. ويُقال إن روف ردّ على نوفاك بشيء من قبيل: "لقد سمعت ذلك أيضاً." أو "آه، إذاً أنت تعرف الأمر بالفعل." وقد أبلغ روف هيئة المحلفين الكبرى بأنه في ذلك الوقت كان قد سمع بالفعل عن عمل زوجة ويلسون في وكالة الاستخبارات المركزية من صحفي آخر، لكنه غير قادر على تذكر من كان ذلك الصحفي.
٨ يوليو: التقى لويس ليبي بالصحفية جوديث ميلر وأخبرها أن ادعاء اليورانيوم من النيجر كان "حكماً أساسياً" في تقدير الاستخبارات القومية (NIE) الصادر في أكتوبر 2002، وأن بليم تعمل في وكالة الاستخبارات المركزية. لاحقاً، صرّح ليبي أن الرئيس بوش هو من وجّهه لكشف معلومات من تقرير الـNIE السري. لكن المعلومات التي قدّمها ليبي لميلر كانت خاطئة؛ فادعاء النيجر لم يكن من بين "الأحكام الأساسية" التي أُبرِزَت وسُطِّرَت وعُدَّت في الصفحات الأولى لذلك التقرير. فيما بعد، وبعد أن أدلت بشهادتها أمام هيئة محلفين اتحادية كبرى في أكتوبر 2005، كتبت ميلر في رواية بأثر رجعي نُشرت في نيويورك تايمز أن ليبي في هذا التاريخ (وأيضاً بعد أربعة أيام، في 12 يوليو 2003) "قلّل من أهمية مهمة السيد ويلسون وشكك في أدائه."
حوالي 10 يوليو – 11 يوليو: اتصل نوفاك بالمتحدث باسم وكالة الاستخبارات المركزية بيل هارلو لتأكيد معلومات تتعلق ببليم وويلسون. ووفقاً لنوفاك، أنكر هارلو أن بليم هي من "اقترحت" اختيار ويلسون للرحلة، وأكد بدلاً من ذلك أن "مسؤولي مكافحة الانتشار النووي في الوكالة هم من اختاروا ويلسون وطلبوا من زوجته التواصل معه." ووفقاً لهارلو، فقد "حذّر نوفاك بأشد العبارات التي سُمح له باستخدامها دون الكشف عن معلومات سرية" من أن زوجة ويلسون لم تفوض المهمة، وأنه إذا كتب نوفاك عن الأمر، فلا يجب الكشف عن اسمها. وقال هارلو إنه بعد اتصال نوفاك، تحقق من وضع بليم وأكد أنها عميلة سرية. وأضاف أنه اتصل بنوفاك مرة أخرى ليكرر أن القصة التي رواها نوفاك له خاطئة وأن اسم بليم لا ينبغي أن يُستخدم. إلا أن هارلو أوضح أنه لم يخبر نوفاك بشكل مباشر أن بليم كانت عميلة سرية، لأن تلك المعلومة سرية. أما نوفاك، فقال إنه لم يكتفِ هارلو بعدم ذكر أن بليم كانت عميلة سرية، بل أخبره أيضاً أنها "على الأرجح لن تُعطى مهمة خارجية مرة أخرى، لكن الكشف عن اسمها قد يسبب (صعوبات)." ويؤكد نوفاك أنه لو كان قد أُبلغ أن كشف اسم بليم قد يعرّضها هي أو أي شخص آخر للخطر، لما كان قد كشفه.
11 يوليو: قامت وكالة Creators Syndicate بتوزيع عمود نوفاك الذي ذكر اسم بلام عبر شبكة أخبار وكالة أسوشيتد برس (AP).
11 يوليو: أُرسلت رسالة بريد إلكتروني داخلية من مراسل تايم ماثيو كوبر في تمام الساعة 11:07 صباحاً إلى رئيس مكتبه، جاء فيها: "تحدثت إلى روف بسرية تامة للغاية (double super secret background) لمدة دقيقتين تقريباً قبل أن يذهب في إجازة... " كتب كوبر أن روف قدّم له "تحذيراً كبيراً" بعدم "المبالغة بشأن ويلسون." ووفقاً لكوبر، قال له روف إن رحلة ويلسون لم يصرّح بها "مدير الاستخبارات المركزية (DCI)" (جورج تينيت) ولا نائب الرئيس ديك تشيني. بل، "كما قال KR، هي زوجة ويلسون، التي يبدو أنها تعمل في الوكالة على قضايا أسلحة الدمار الشامل، من فوّضت الرحلة." كما أخبر روف كوبر أيضاً أنه "لا يزال هناك الكثير مما يثبت اهتمام العراق بالحصول على اليورانيوم من النيجر." لاحقاً، أخبر كوبر هيئة المحلفين الكبرى التي تحقق بالقضية أن روف اختتم المحادثة بالقول: "لقد قلت بالفعل أكثر مما ينبغي."
11 يوليو (بعد الظهر أو المساء): تحمّل مدير وكالة الاستخبارات المركزية جورج تينيت المسؤولية عن اللغة المضللة المتعلقة باليورانيوم في خطاب حالة الاتحاد للرئيس بوش، مشيراً إلى فشل في عملية التدقيق داخل الوكالة. كما أوضح تينيت (1) أن ويلسون قد أبلغ أن رجل أعمال ربما قام بمحاولات علنية للحصول على اليورانيوم من النيجر؛ (2) وزعم أن تقرير ويلسون لم يذكر وثائق مزورة أو حتى وجود وثائق؛ و(3) ناقش استنتاجات تقرير تقدير الاستخبارات القومية في أكتوبر 2002 بشأن برنامج العراق النووي. ووفقاً لمقال في نيويورك تايمز عام 2005، فإن بيان تينيت في 11 يوليو 2003 كُتب بواسطة كارل روف وسكوتر ليبي.
12 يوليو: كان الرئيس بوش وفريقه لا يزالون في زيارتهم لأفريقيا. تحدّث المتحدث باسم البيت الأبيض أري فليشر عن جدل اليورانيوم خلال "مؤتمر صحفي غير رسمي" في المستشفى الوطني في أبوجا، نيجيريا، حيث كان الرئيس بوش يزور، وذلك في الساعة 9:20 صباحاً بالتوقيت المحلي. بعد بيان قصير عن نشاط الرئيس في المستشفى، أجاب فليشر عن سؤال بخصوص تصريح مدير الـCIA تينيت في اليوم السابق. قال فليشر إن الرئيس مسرور بالتصريح، وأكد ثقة الرئيس في تينيت. وكان السؤال التالي عن المساءلة، لكن المتحدث تجنّب الإجابة قائلاً جزئياً: "الحقيقة الأعمق هي أنه لا أحد، لا أحد، ينكر أن صدام حسين كان يسعى للحصول على أسلحة نووية." استشهد فليشر بتقرير ويلسون على أنه يدعم ادعاء الكعكة الصفراء. كرر في حديثه مع الصحفيين أن الاستخبارات تدعم فكرة أن العراق كان لديه أو كان يحاول الحصول على أسلحة نووية. وأعاد التأكيد على موقف الإدارة أن ادعاء الكعكة الصفراء لم يكن ينبغي أن يصل إلى مستوى الإدراج في "خطاب رئاسي." وعندما سُئل عن الرأي العام، أنكر فليشر وجود مشكلة: "نعم، الرئيس تجاوز الأمر. وأعتقد، بصراحة، أن غالبية البلاد تجاوزته أيضاً."
12 يوليو: اجتمعت الصحفية جوديث ميلر مرة أخرى مع سكوتر ليبي. وبعد أن أدلت بشهادتها أمام هيئة محلفين كبرى في أكتوبر 2005، كتبت في نيويورك تايمز أن ليبي في هذه المناسبة، كما في المناسبة قبل أربعة أيام، "قلل من أهمية مهمة السيد ويلسون وشكك في أدائه."
12 يوليو: قال مراسل واشنطن بوست والتر بينكوس إن مسؤولاً في الإدارة أخبره، بشكل عابر، أن زوجة جوزيف ويلسون كانت محللة في الـCIA تعمل على أسلحة الدمار الشامل، وأن رحلة ويلسون كانت مجرد "نزهة غير جادة (boondoggle)."
١٤ يوليو: مقال "المهمة إلى النيجر" كتبه روبرت نوفاك: "ويلسون لم يعمل أبداً لصالح الـCIA، لكن زوجته، فاليري بليم، هي عميلة في الوكالة تعمل على أسلحة الدمار الشامل." وقال: "أخبرني مسؤولان كبيران في الإدارة أن زوجة ويلسون هي من اقترحت إرساله إلى النيجر... وتقول الـCIA إن مسؤولي مكافحة الانتشار النووي هم من اختاروا ويلسون وطلبوا من زوجته الاتصال به." (أُضيف الخط المائل). نُشر المقال في آخر يوم لأري فليشر كمتحدث باسم البيت الأبيض.
16 يوليو: مقال "حملة تشويه من البيت الأبيض" كتبه ديفيد كورن ونُشر في موقع مجلة Nation. يرى كورن أن مُخبري نوفاك كشفوا دور زوجة ويلسون بغرض تلويث سمعته بدافع الانتقام: "يبدو أن ذلك يعني أن إدارة بوش أضرت بأحد عملائها السريين جداً من أجل معاقبة ويلسون أو لإرسال رسالة إلى آخرين قد يتحدونه." وكان مقال كورن أول مقال منشور يجادل في وجود دور خبيث للبيت الأبيض.
17 يوليو: مقال "حرب على ويلسون؟" كتبه ماثيو كوبر، ماسيمو كالابريسي، وجون إف. ديكرسون، ونُشر في تايم. أشار المقال إلى أن بعض مصادر مقال "سؤال عن الثقة" أبلغت واحداً منهم على الأقل عن وضع فاليري بليم. واستعرضوا الجدل المحيط بخطاب حالة الاتحاد للرئيس بوش في 28 يناير 2003 وقضية اليورانيوم الأفريقي. نُسبت مصادر مجهولة إلى "مسؤولين كبيرين في الإدارة"، و"مسؤول آخر"، و"مسؤول استخبارات." والمصادر المسماة شملت مساعد نائب الرئيس ديك تشيني، سكوتر ليبي، جوزيف ويلسون، رئيسة بليم ألان فولي، وخبير الانتشار النووي السابق في وزارة الخارجية غريغ ثيلمان.
18 يوليو: استُجوب وكيل وزارة الخارجية جون آر. بولتون من قبل المفتش العام لوزارة الخارجية بشأن مصادر ادعاءات يورانيوم النيجر.[بحاجة لمصدر]
21 يوليو: مقال "كاتب عمود يكشف عن عميل عراقي للـCIA" كتبه تيموثي م. فيلبس ونوت رويس في نيوزداي نسب معلومات استخباراتية تسرّبت إليهما بشكل مستقل عن بلام إلى "مسؤولي استخبارات" و"مسؤول استخبارات كبير." لاحقاً اُستُدعيَ كِلا الكاتبين للإدلاء بشهادتهما خلال التحقيق الجنائي.
22 يوليو: نيوزداي تنقل عن نوفاك بخصوص استخدامه لاسم بلام: "لم أبحث عنه. لقد أُعطي لي. كانوا يظنون أنه مهم. أعطوني الاسم، واستخدمته."
30 يوليو: عندما تمت مواجهته، قال المتحدث الجديد باسم البيت الأبيض سكوت ماكليلان للصحفيين: "أقول إنه لم يُعطَ بالتأكيد أي شخص أي سلطة للقيام بأي شيء من هذا النوع، ولم أرَ أي دليل يشير إلى أن هناك أي حقيقة في ذلك."

### أغسطس
- في 3 أغسطس/آب، وفي برنامج "ليلة متأخرة" على قناة سي إن إن مع وولف بليتزر، أعرب ويلسون عن ثقته في أن القوات الأمريكية ستجد أدلة على برامج أسلحة الدمار الشامل في العراق: "أعتقد أننا سنجد أسلحة كيميائية. أعتقد أننا سنجد مواد بيولوجية أولية ربما تم تسليحها أو لا. وأعتقد أننا سنجد اهتمامًا مستمرًا بالأسلحة النووية. السؤال الحقيقي هو ما إذا كانت الأسلحة النووية قد استوفت معيار التهديد الوشيك لأمننا القومي، أو حتى معيار الخطر الجسيم والمتزايد."[55]
- 21 أغسطس: شارك ويلسون في "حلقة نقاش عامة في واشنطن"، ونُقل عنه قوله: "في نهاية المطاف، يهمني بشدة أن أرى ما إذا كان بإمكاننا إخراج كارل روف من البيت الأبيض مقيدًا بالأصفاد. وصدقوني، عندما أستخدم هذا الاسم، فإنني أختار كلماتي بعناية."[56]

### سبتمبر
- 16 سبتمبر: يقول سكوت ماكليلان "من السخافة تمامًا" أن نقول إن كارل روف هو من سرب معلومات بليم.[57]
- 26 سبتمبر: يطلب تينيت، مدير وكالة المخابرات المركزية، من وزارة العدل فتح تحقيق في التسريب.[58][59]
- 29 سبتمبر: يقول ماكليلان إن كارل روف أكد له شخصيًا أنه لم يكن متورطًا وأن أي شخص يثبت تسريبه معلومات سرية سيتم فصله من عمله.[60][61]
- 29 سبتمبر: يُصرّ نوفاك على أنه عثر على القصة بنفسه. صرّح نوفاك لشبكة CNN قائلاً: "لم يتصل بي أحد في إدارة بوش لتسريب هذه المعلومات"، مُشيرًا إلى أن المعلومات كُشفت له أثناء مُقابلته مع مسؤول كبير في إدارة بوش. ... قال نوفاك إن مسؤول الإدارة أخبره في يوليو أن رحلة ويلسون "مُلهمة من زوجته"، وأن وكالة المخابرات المركزية أكدت "مشاركتها في المهمة نيابةً عن زوجها". ... قال: "طلبوا مني عدم ذكر اسمها، لكنهم لم يُشيروا قط إلى أن ذلك سيُعرّضها أو أي شخص آخر للخطر"، مُضيفًا أن مصدرًا في وكالة المخابرات المركزية أخبره أن بليم "مُحللة - وليست عميلة سرية وليست مسؤولة عن العملاء السريين".[62]
- 29 سبتمبر: سأل مراسل قناة ABC: "هل كانت لديك أي معرفة أو سربت اسم عميل وكالة المخابرات المركزية للصحافة؟" أجاب روف "لا"[63]
- 29 سبتمبر: في مقال نُشر في مجلة ناشيونال ريفيو، زعم كليفورد ماي أن ذكر نوفاك لبليم في مقاله "لم يكن جديدًا بالنسبة لي. لقد أُبلغت أن بليم تعمل لصالح وكالة المخابرات المركزية الأمريكية، ولكن ليس من قِبل أي شخص يعمل في البيت الأبيض. بل علمتُ بذلك من شخص عمل سابقًا في الحكومة، وقد ذكره بشكلٍ عابر، مما دفعني إلى استنتاج أن الأمر كان معروفًا جيدًا لدى المطلعين".[64]
- 29 سبتمبر: أطلقت وزارة العدل رسميًا تحقيقًا جنائيًا في التسريب، بينما دعا كبار الديمقراطيين المدعي العام أشكروفت إلى تعيين مدعٍ عام خاص.[65] أبلغت وزارة العدل مستشار البيت الأبيض ألبرتو جونزاليس حوالي الساعة الثامنة مساءً. أبلغ جونزاليس رئيس موظفي البيت الأبيض أندرو كارد على الفور، لكنه انتظر حتى صباح اليوم التالي لإخطار موظفي البيت الأبيض وأمرهم بالحفاظ على جميع الوثائق ذات الصلة.[66][67]
- 30 سبتمبر: أثناء برنامج Hardball مع كريس ماثيوز، وافق رئيس اللجنة الوطنية الجمهورية إد جيليسبي على أنه إذا كانت هذه المزاعم صحيحة، فإن التسريبات ستكون أسوأ من فضيحة ووترجيت: "أعتقد أنه إذا كانت المزاعم صحيحة، فإن الكشف عن هوية عميل سري لوكالة المخابرات المركزية أمر بغيض، ويجب أن يكون جريمة، وهي جريمة بالفعل."[68]
- 30 سبتمبر: خلال مؤتمر صحفي، صرّح الرئيس بوش: "إذا كان هناك تسريب من إدارتي، فأريد أن أعرف من هو. وإذا انتهك الشخص القانون، فسيُتعامل معه"، لكنه رفض تعيين مدعٍ عام خاص.[69][70]

### أكتوبر
- 1 أكتوبر: في مقال له، كتب روبرت نوفاك أنه علم بهوية بليم من "كشف عفوي من مسؤول كبير في الإدارة، وهو ليس من أنصار الحزب".[71] وبعد قراءة المقال وإدراكه أنه هو المصدر، أبلغ ريتشارد أرميتاج كولن باول والتقى بمحققي مكتب التحقيقات الفيدرالي.[72]
- 1 أكتوبر: صرّح ويلسون لتيد كوبل في برنامج "نايت لاين" أن "مراسلي واشنطن أبلغوه أن كبير مستشاري البيت الأبيض كارل روف قال إن زوجته "هدف مشروع". ويعتزم ويلسون "إعطاء أسماء المراسلين لمكتب التحقيقات الفيدرالي، الذي يجري تحقيقًا شاملًا في التسريب المحتمل".[73]
- 6 أكتوبر: وصف الرئيس بوش التسريب بأنه "عمل إجرامي".[74]
- 10 أكتوبر: يقول السكرتير الصحفي للبيت الأبيض سكوت ماكليلان إن روف، ومساعد الأمن القومي إليوت أبرامز، ورئيس موظفي نائب الرئيس لويس ليبي "أكدوا لي أنهم لم يشاركوا في هذا الأمر".[75]

### ديسمبر
- 30 ديسمبر: يتنحى المدعي العام جون أشكروفت عن التحقيق، ويعين المدعي العام الفيدرالي باتريك فيتزجيرالد ليتولى منصب المدعي العام الخاص.
- ديسمبر/كانون الأول 2003 أو يناير/كانون الثاني 2004: يقول روبرت لوسكين، محامي روف، إن روف وقع على تنازل يسمح للمدعين العامين بالتحدث إلى أي صحفيين تحدث إليهم روف.[بحاجة لمصدر]

## 2004

### فبراير
11 فبراير: قال جورج دبليو بوش: "إذا حدث تسريب من إدارتي، فأريد أن أعرف من هو... إذا انتهك الشخص القانون، فسيتعامل معه. أرحب بالتحقيق. أنا واثق تمامًا من أن وزارة العدل ستؤدي عملها على أكمل وجه. أريد أن أعرف الحقيقة... تسريبات المعلومات السرية أمر سيء."

### مايو
22 مايو: أصدرت هيئة المحلفين الكبرى استدعاءاتٍ لكلٍّ من تيم روسيرت من قناة إن بي سي نيوز وماثيو كوبر من مجلة تايم. وأعلنت إن بي سي ومجلة تايم أنهما ستطعنان في الاستدعاءات أمام المحكمة.

### يونيو
- 10 يونيو: سأله أحد المراسلين: "هل أنت ملتزم بوعدك بطرد أي شخص يُثبت أنه سرب اسم [فاليري بليم]؟"، فأجاب بوش: "نعم. والأمر متروك للمدعي العام الأمريكي للكشف عن الحقائق."[78][79]
- 24 يونيو: أجرى فيتزجيرالد، المدعي الخاص، مقابلة لمدة ساعة مع الرئيس جورج دبليو بوش.[80]

### يوليو
- 5 يوليو 2004: زعم ضباط استخبارات أوروبيون أنه قبل ثلاث سنوات من نشر وثائق النيجر والعراق المزيفة، رصدت مصادر من عدد من الدول، بما في ذلك المصادر البشرية والإلكترونية، محادثات متكررة حول تجارة غير مشروعة لليورانيوم في النيجر. وكان العراق أحد عملاء اليورانيوم الذين نوقشوا. وكانت ثلاث وكالات استخبارات أوروبية على الأقل على علم باحتمال وجود تجارة غير مشروعة لليورانيوم النيجيري بين عامي 1999 و2001.[81]
- 7 يوليو 2004: أصدرت لجنة الاستخبارات بمجلس الشيوخ الأمريكي "تقريرها حول تقييمات الاستخبارات الأمريكية قبل الحرب بشأن العراق".[82] يوثّق التقرير ويقدم بعض التفسيرات حول العديد من إخفاقات الاستخبارات الأمريكية في تقديراتها لبرامج الأسلحة العراقية. وفيما يتعلق بليم وويلسون ورحلة النيجر، قال مسؤول في وكالة المخابرات المركزية الأمريكية إن بليم "عرض اسمه" وإنه كتب مذكرةً يوصي فيها بويلسون للرحلة نظرًا لعلاقاته بمسؤولين نيجيريين و"العديد من الاتصالات الفرنسية".(صفحة 39). يذكر مقال "الكشف المزدوج" في مجلة فانيتي فير، الصادر في يناير 2004، أن ويلسون كان يمثل شركةً تسعى للحصول على أعمالٍ تتعلق بتعدين الذهب في النيجر، المستعمرة الفرنسية السابقة. أما بالنسبة للمعلومات التي حصل عليها ويلسون في النيجر، فقد اعتقد مسؤولو الاستخبارات في وكالة المخابرات المركزية ووزارة الخارجية أن تقرير ويلسون عزز في الواقع فرضية سعي العراق للحصول على اليورانيوم، لكن يبدو أن جو ويلسون صوّر قصته على نحوٍ معاكس. وواصلت وكالة المخابرات المركزية الأميركية، بدعم من الاستخبارات البريطانية، الإشارة إلى أن العراق يسعى للحصول على اليورانيوم في النيجر.
- 31 يوليو 2004: قال روف على قناة سي إن إن: "حسنًا، سأكرر ما قلته لشبكة إيه بي سي نيوز عندما انكشفت هذه القضية قبل بضعة أشهر. لم أكن أعرف اسمها ولم أفصح عنه". على قناة إيه بي سي، نفى في الواقع علمه بتسريب بليم.[83]

### سبتمبر
- 16 سبتمبر 2004: ذكرت صحيفة واشنطن بوست أن مصدرًا لوالتر بينكوس كشف عن هويته، مما أدى إلى إعفاء بينكوس من التهمة التي كانت لا تزال تلاحق جوديث ميلر وماثيو كوبر.[84]
- 30 سبتمبر/أيلول 2004: صدر التقرير النهائي لمجموعة مسح العراق. وخلص التقرير إلى عدم وجود أي دليل على أن العراق حاول الحصول على اليورانيوم منذ عام 1991.

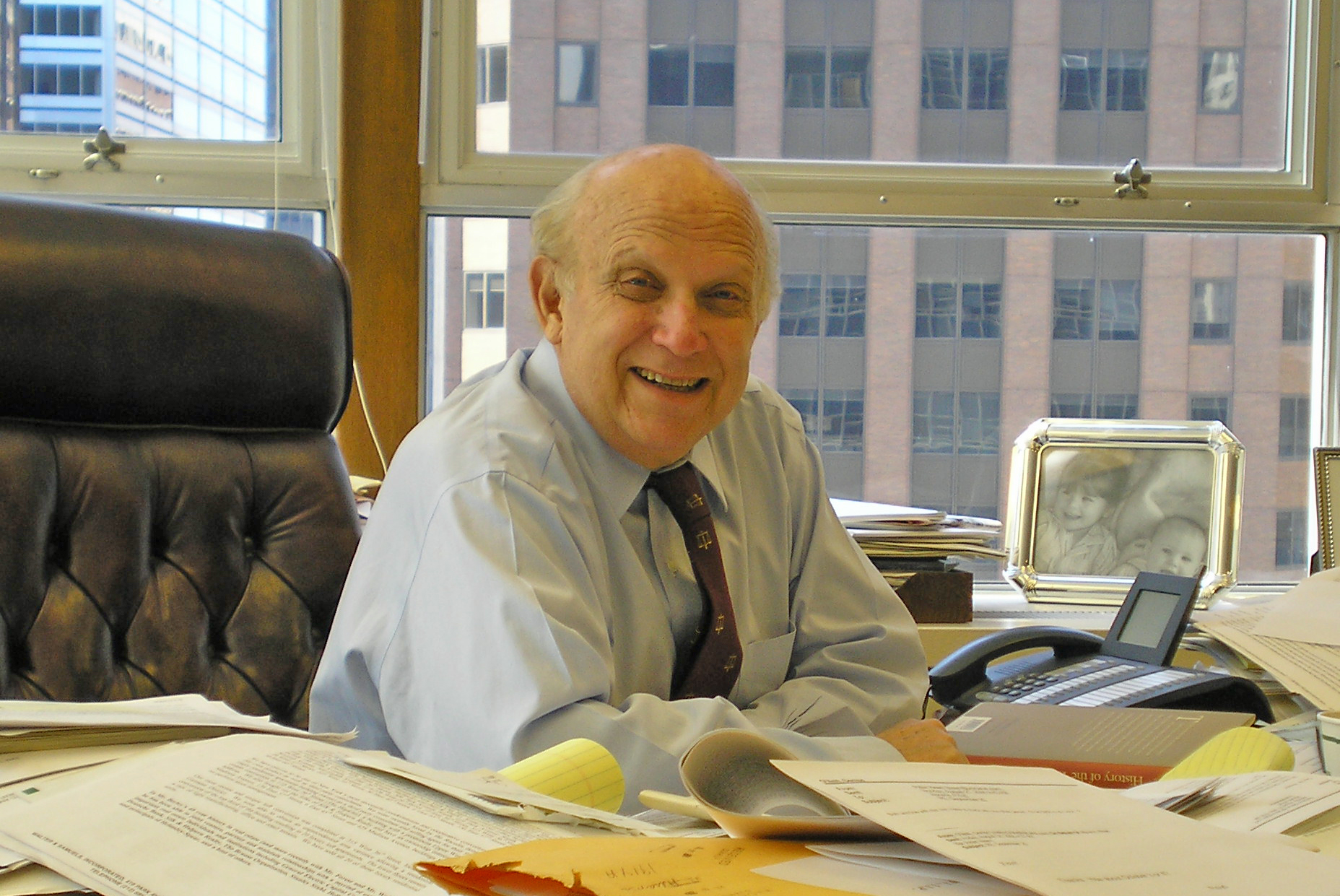
فلويد أبرامز يمثل جوديث ميلر

### أكتوبر
أكتوبر/تشرين الأول 2004: أدلى روف بشهادته أمام هيئة محلفين كبرى تحقق في تسريب هوية بليم. أمضى روف أكثر من ساعتين في الإدلاء بشهادته أمام الهيئة.

## 2005

### فبراير
15 فبراير 2005: استنادًا إلى قرار المحكمة العليا في قضية برانزبورج ضد هايز، قضت محكمة الاستئناف في مقاطعة كولومبيا بأن التعديل الأول لا يعفي جوديث ميلر وماثيو كوبر من واجب الامتثال لاستدعاءات هيئة المحلفين الكبرى.

### مارس
23 مارس 2005: قدّمت ست وثلاثون مؤسسة إخبارية مذكرةً قضائيةً نيابةً عن جوديث ميلر وماثيو كوبر. ومن بين هذه المؤسسات، صحيفة نيويورك تايمز، وصحيفة واشنطن بوست، وشبكات ABC، وNBC، و CBS، و CNN، وAP، و Newsweek، ورويترز، ومراسلو البيت الأبيض، وغيرهم. وكان الموقف العام لهذه المؤسسات الإخبارية ومراسليها هو أنه لا ينبغي اعتبار ميلر ولا كوبر ازدراءً للمحكمة لرفضهما الإدلاء بشهادتهما في حال عدم ارتكاب أي جريمة (أي عدم الكشف عن هوية أي عميل سري انتهاكًا للقوانين ذات الصلة).
وكدليل على أنه من المرجح عدم ارتكاب أي جريمة، قدمت وكالات الأنباء طواعية مذكرة صديقة للمحكمة ذكرت فيها في الصفحة الخامسة:
ب. توجد أدلة كافية في السجلات العامة تُثير شكوكًا كبيرة حول ارتكاب جريمة. [تُعرض الوقائع والأسباب الداعمة في الصفحات اللاحقة].
وبحسب وكالات الأنباء، لم تكن هناك حاجة لإجبار هؤلاء المراسلين على الكشف عن مصادرهم لأنه من غير المرجح أن تكون جريمة قد ارتكبت.

### يونيو
- 27 يونيو: رفضت المحكمة العليا الاستماع إلى استئناف ميلر وكوبر ضد حكم محكمة الدائرة الصادر في فبراير.[88]
- 30 يونيو: نورمان بيرلستاين، رئيس تحرير مجلة تايم، يوافق على تقديم وثائق تتعلق بالمصادر السرية لماتيو كوبر إلى هيئة محلفين كبرى.[89]

### يوليو
- يوليو 2005: أفاد مايكل إيزيكوف في مجلة نيوزويك أن كارل روف تحدث مع مات كوبر قبل أيام من نشر قصة نوفاك، وأن كوبر هو من بدأ المكالمة وتحدث عن ويلسون وزوجته. صرّح كوبر لاحقًا لـ GJ أن المكالمة لا علاقة لها بالرعاية الاجتماعية.[90]
- 1 يوليو: صرح لورانس أودونيل، المحلل السياسي البارز في شبكة إم. إس. إن. بي. سي في مجموعة ماكلالين: "وأنا أعلم أنني سأُسحب إلى هيئة المحلفين الكبرى لقولي هذا، ولكن مصدر... مات كوبر كان كارل روف، وسيُكشف عن ذلك في هذه الوثيقة التي ستكشف عنها مجلة تايم مع هيئة المحلفين الكبرى".[91]
- 4 يوليو: اعترف محامي روف، روبرت لوسكين، لمجلة نيوزويك بأن روف تحدث بالفعل إلى الصحفيين عن زوجة ويلسون قبل قصة نوفاك، ولكن دون أن يعرف اسمها، بما يتماشى مع تأكيده أنه تحدث إلى الصحفيين عن اسمها فقط بعد الكشف عن هوية بليم.[92]
- 6 يوليو: تذهب مراسلة صحيفة نيويورك تايمز جوديث ميلر إلى السجن لحماية هوية الأشخاص الذين سربوا هوية أحد عملاء وكالة المخابرات المركزية.
- 6 يوليو: صرح محامي روف، روبرت لوسكين، لمجلة نيوزويك بأن روف "لم يتصل بكوبر" ليمنحه الإذن للإدلاء بشهادته.
- 7 يوليو: ذكرت صحيفة نيويورك تايمز أن إطلاق سراح كوبر للإدلاء بشهادته جاء نتيجة مفاوضات بين محاميي روف وكوبر.
- 10 يوليو: نقلت مجلة نيوزويك عن محامي روف روبرت لوسكين تأكيده أن روف هو المصدر الذي أعطى المعلومات لمراسل مجلة تايم مات كوبر بموجب تعهد بالسرية، وأنه أطلق سراحه بعد ذلك للإدلاء بشهادته بشأن تلك المحادثة أمام هيئة محلفين كبرى.
- 11 يوليو: يقول محامي روف: "لم يذكر روف اسمها لكوبر".[93]
- 11 يوليو: لم يتلقَّ كوبر اتصالاً من "مصدره" روف. قرأ مقابلةً مع محامي روف، لوسكين، في صحيفة وول ستريت جورنال، وقرر الإدلاء بشهادته.[94]
- 11 يوليو: رفض المتحدث باسم البيت الأبيض ماكليلان تكرار النفي القاطع لتورط روف في التسريب والتصريح بما إذا كان بوش لا يزال يتعهد بطرد أي شخص يثبت تسريبه للمعلومات.[95][96]
- 13 يوليو/تموز: أكد مات كوبر أن مصدره في التسريب هو نائب رئيس موظفي الرئيس بوش كارل روف، بعد حصوله على تنازل عن السرية وقعه محامي روف، روبرت لوسكين.[بحاجة لمصدر]
- 17 يوليو: في استطلاع رأي أجرته شبكة ABC News، قالت أغلبية (47%) من الأشخاص الذين شملهم الاستطلاع إن البيت الأبيض لم يتعاون بشكل كامل مع التحقيق الجاري؛ أما البقية فلم يكن لديهم رأي (28%) أو اعتقدوا أن البيت الأبيض يتعاون بشكل كامل (25%).[97]
- 18 يوليو: صرّح الرئيس بوش بأنه "إذا ارتكب أي شخص جريمة، فلن يعمل في إدارتي". فسّر البعض هذا على أنه تراجع عن وعود سابقة بفصل أي شخص متورط في التسريب.[98][99]
- في 20 يوليو/تموز 2005، كتب روبرت مولر، مدير مكتب التحقيقات الفيدرالي (FBI)، رسالةً (سرية) أشاد فيها بتعاون إيطاليا مع المكتب في العمل على تحديد مصدر الوثيقة المزورة المتعلقة بالنيجر والعراق. وخلص مكتب التحقيقات الفيدرالي من تحقيقاته إلى أن الوثائق مزورة لتحقيق مكاسب شخصية، وبرّأ الجهاز الإيطالي من نية التأثير على السياسة الأمريكية. ونتيجةً لذلك، أنهى مكتب التحقيقات الفيدرالي تحقيقه في أصل الوثيقة.[100]
- 22 يوليو: عقدت لجنة السياسة الديمقراطية بمجلس الشيوخ جلسات استماع غير رسمية بشأن قضية بليم.[101][102]
- 25 يوليو: في استطلاع رأي أجرته مؤسسة غالوب، يعتقد 49% من المشاركين أن روف يجب أن يستقيل.[103]
- 26 يوليو: دعا جون كيري وخمسة وعشرون عضوًا ديمقراطيًا آخرين في مجلس الشيوخ إلى إجراء تحقيقات في الكونجرس بشأن التسريب.[104]

### أغسطس
8 أغسطس: في استطلاع للرأي أجرته مجلة نيوزويك، اعتقد 45% أن روف "مذنب بارتكاب جريمة خطيرة"، و15% "غير مذنب بارتكاب جريمة خطيرة"، وأجاب 37% "لا أعرف".

### سبتمبر
- 29 سبتمبر 2005: أُطلِق سراح جوديث ميلر من السجن بعد موافقتها على الإدلاء بشهادتها.[بحاجة لمصدر]
- 30 سبتمبر 2005: جوديث ميلر تشهد أمام هيئة محلفين كبرى في التحقيق في تسريبات بليم لوكالة المخابرات المركزية.[بحاجة لمصدر]

### أكتوبر
- 13 أكتوبر/تشرين الأول 2005: جوديث ميلر تشهد أمام هيئة المحلفين الكبرى التي تحقق في تسريبات بليم لوكالة المخابرات المركزية.[بحاجة لمصدر]
- 14 أكتوبر/تشرين الأول 2005: مثول كارل روف أمام هيئة المحلفين الفيدرالية الكبرى التي تُحقق في تسريبات وكالة المخابرات المركزية. وهذا هو ظهوره الرابع.[بحاجة لمصدر]
- 28 أكتوبر 2005: وُجِّهت إلى سكوتر ليبي تهمتان بالشهادة الزور، وتهمتان بالإدلاء بتصريحات كاذبة، وتهمة واحدة بعرقلة العدالة. استقال فورًا من منصبه كرئيس لهيئة موظفي ديك تشيني.[106] حُلّت هيئة المحلفين الكبرى التي أصدرت لائحة الاتهام.[107]

### نوفمبر
4 نوفمبر 2005: أخبر الجنرال نيكولو بولاري، رئيس الاستخبارات العسكرية الإيطالية، لجنة برلمانية إيطالية معنية بالأجهزة السرية أن روكو مارتينو، المخبر السابق في وكالة الاستخبارات، كان مصدر وثيقة النيجر والعراق المزورة. ومع ذلك، لم يذهب إلى حد القول بأن مارتينو هو المزور. ذكرت التقارير الإخبارية أن مارتينو ادعى أنه حصل على الوثائق من جهة اتصال في سفارة النيجر في روما. كما نُقل عن بولاري قوله للجنة إنه لم يشارك أي ضباط مخابرات إيطاليين في تزوير الوثيقة أو توزيعها. كما أخبر بولاري اللجنة أن مارتينو ادعى أنه كان يعمل لصالح جهاز المخابرات الفرنسي. ووصف متحدث باسم المخابرات الفرنسية ادعاءات مارتينو بأنها فاضحة دون أن يذهب إلى حد تأكيد أو نفي جوهر ادعاء مارتينو صراحةً. زعمت صحيفة لا ريبوبليكا، في سلسلة من المقالات نشرتها قبل أسبوع، أن مارتينو "قام بتزوير أوراق رسمية وطوابع بريدية سرقها من سفارة النيجر في روما عام 2000".

## 2006

### فبراير
في 4 فبراير/شباط 2006، ذكرت صحيفة واشنطن بوست أن "سجلات المحكمة تُظهر أن ليبي أنكر أمام هيئة محلفين كبرى أنه ذكر اسم بليم أو وظيفتها في وكالة المخابرات المركزية الأمريكية لسكرتير البيت الأبيض آنذاك، آري فلايشر، أو لمراسلة صحيفة نيويورك تايمز آنذاك، جوديث ميلر، في محادثات منفصلة أجراها مع كل منهما في أوائل يوليو/تموز 2003. وتشير السجلات أيضًا إلى أن ليبي لم يُفصح للمحققين أنه تحدث لأول مرة مع ميلر عن بليم في يونيو/حزيران 2003، وأن الادعاء لم يعلم بطبيعة المحادثة إلا عندما أدلت ميلر بشهادتها في أواخر خريف 2005". ويتابع المقال: "جميع الادعاءات الثلاثة المحددة واردة في أجزاء مُحرَّرة سابقًا من رأي محكمة الاستئناف الأمريكية الصادر أمس. وقد حلل الرأي الأدلة السرية لفيتزجيرالد لتحديد ما إذا كانت قضيته تستدعي تكليف الصحفيين بالإدلاء بشهاداتهم حول محادثاتهم السرية مع المصادر".

### يونيو
12 يونيو 2006: أبلغ المستشار الخاص فيتزجيرالد كارل روف بأنه لن تُوَجَّه اتهامات إليه.

### يوليو
- 12 يوليو: روبرت نوفاك يصرح علنًا أن كارل روف لم يكن "المصدر الرئيسي" للمعلومات التي تفيد بأن زوجة جوزيف سي ويلسون تعمل لصالح وكالة المخابرات المركزية.[111]
- 13 يوليو: في دعوى قضائية رفعتها فاليري بليم وزوجها جوزيف سي ويلسون، السفير الأمريكي السابق، اتهمتا تشيني وروفي ولويس "سكوتر" ليبي بالكشف عن هوية بليم في وكالة المخابرات المركزية سعياً للانتقام من ويلسون لانتقاده دوافع إدارة بوش في العراق.[112][113]

### أغسطس
29 أغسطس: ريتشارد إل. أرميتاج، نائب وزير الخارجية السابق، يعترف بأنه كان المصدر الرئيسي لروبرت نوفاك فيما يتعلق بانتماء فاليري بليم لوكالة المخابرات المركزية.

### سبتمبر
- 13 سبتمبر: عُدِّلَت الدعوى المدنية التي رفعها آل ويلسون، والتي تضمنت في البداية كارل روف، وديك تشيني، وسكوتر ليبي، لتشمل أرميتاج.[115]
- 14 سبتمبر: روبرت نوفاك ينكر علنًا تفاصيل إفصاحات أرميتاج المقدمة في المقابلات والتقارير الإخبارية.[116]

## 2007

### مارس
- 13 سبتمبر: عُدِّلَت الدعوى المدنية التي رفعها آل ويلسون، والتي تضمنت في البداية كارل روف، وديك تشيني، وسكوتر ليبي، لتشمل أرميتاج.[115]
- 14 سبتمبر: روبرت نوفاك ينكر علنًا تفاصيل إفصاحات أرميتاج المقدمة في المقابلات والتقارير الإخبارية.[116]

### يونيو
5 يونيو: حكم القاضي ريجي والتون على ليبي بقضاء عامين ونصف في السجن الفيدرالي ودفع غرامة قدرها 250 ألف دولار.

### يوليو
- 2 يوليو: عندما فشلت استئناف ليبي لأمر والتون، خفف الرئيس بوش حكم السجن الصادر بحق ليبي لمدة 30 شهرًا، تاركًا الأجزاء الأخرى من عقوبته كما هي.[118][119]
- 9 يوليو: يدفع ليبي غرامته المالية ويبدأ في قضاء عامين تحت المراقبة و400 ساعة من الخدمة المجتمعية.[120][121]

## 2008
20 مارس: بناءً على توصية نقابة المحامين في مقاطعة كولومبيا ، قررت محكمة الاستئناف في مقاطعة كولومبيا شطب سكوتر ليبي من نقابة المحامين حتى يونيو 2012 على الأقل.

## 2016
3 نوفمبر: وافقت محكمة الاستئناف في مقاطعة كولومبيا على التماس ليبي لإعادة تعيينه في نقابة المحامين في مقاطعة كولومبيا.

## 2018
13 أبريل: أصدر الرئيس دونالد ترامب عفواً كاملاً عن ليبي، قائلاً: "لقد سمعت لسنوات أنه عومل بشكل غير عادل".

## روابط خارجية
- خلفية تحقيق بليم . جمعتها صحيفة واشنطن بوست . تتضمن قائمةً مُرفقةً بروابط تشعبية: "الشخصيات الرئيسية"، "التسلسل الزمني: التحقيق الجنائي" (مُحدّث في 3 يوليو/تموز 2007)؛ "تقرير ويلسون"؛ "المحاكمة: الأدلة/الملخص" ("لمحة يومية عن محاكمة ليبي"). حُدِّثَ حتى نوفمبر/تشرين الثاني 2007؛ حقوق الطبع والنشر محفوظة لعام 2008. تاريخ الوصول: 12 يناير/كانون الثاني 2008.
- تقارير خاصة من CNN: تحقيقات تسريبات وكالة المخابرات المركزية. جمعتها CNN؛ بما في ذلك جدول زمني تفاعلي في سجل القضايا. آخر تحديث: فبراير 2007، ليشمل أحداث محاكمة ليبي. أرشفت في يوليو 2007. تاريخ الوصول: 12 يناير 2008.
- يوميات محاكمة التسريب. جمعتها صحيفة نيويورك تايمز. حُدِّثت بتاريخ "الحكم" في قضية الولايات المتحدة ضد ليبي  [لغات أخرى]‏ في 6 مارس/آذار 2007. تاريخ الوصول: 12 يناير/كانون الثاني 2008.
- رسم بياني تفاعلي: التسلسل الزمني للتسريب. جمعته صحيفة نيويورك تايمز، 14 سبتمبر 2006. تاريخ الوصول: 17 نوفمبر 2006. آخر تحديث: 8 يناير 2007. تاريخ الوصول: 12 يناير 2008.
- تقرير خاص: الولايات المتحدة الأمريكية: التسلسل الزمني: قضية فاليري بليم: أحداث رئيسية في التحقيق في تسريب اسم عميلة المخابرات المركزية السرية فاليري بليم لوسائل الإعلام. جمعته وكالة أسوشيتد برس ونُشر في صحيفة الغارديان أنليميتد، 28 أكتوبر/تشرين الأول 2005. تاريخ الوصول: 12 يناير/كانون الثاني 2008.
- الجدول الزمني: قضية وكالة المخابرات المركزية. جمعتها إذاعة NPR 2 يوليو 2007. تاريخ الوصول: 12 يناير 2008.| - ع - ن - ت جورج بوش الابن                                                                                                                     | - ع - ن - ت جورج بوش الابن                                                                                                                                                                                                                                                                                                                                                                                                                                                                                                                                                                                                                                                                                                                                                                                                                          | - ع - ن - ت جورج بوش الابن |
| --- | --- | -------------------------- |
| - رئيس الولايات المتحدة الثالث والأربعون (2001–2009) - 46th حاكم ولاية تكساس (1995–2000) - مالك تكساس رينجرز (1989–1998) - وُلِد في 6 يوليو 1946 | |                            |
| الرئاسة | - التنصيب الأول لجورج بوش الابن - التنصيب الثاني لجورج بوش الابن - الفترة الرئاسية الأولى - الفترة الرئاسية الثانية - السياسة الداخلية - التشريعات والبرامج - السياسة الاقتصادية - السياسة الخارجية - الرحلات الدولية - عقيدة بوش - لقاء بوش وبوتين (2001) - لقاء بوش-بوتين (2005) - الحرب في أفغانستان - الاتفاقية العراقية الأمريكية 2008 - قانون باتريوت آكت - قانون عدم ترك أي طفل عن الركب - قانون تحسين وتحديث الأدوية الموصوفة في الرعاية الطبية - فيلق الحرية الأمريكي - وزارة الأمن الداخلي - سياسة الفضاء - معاهدة تخفيض الأسلحة الهجومية الاستراتيجية - الحرب على الإرهاب - مجلس الرئيس للخدمة والمشاركة المدنية - الجائزة - الجدل القائم حول فصل وكلاء وزارة العدل الأمريكية - جدل حول رسائل البريد الإلكتروني - التعيينات القضائية - المحكمة العليا - جدل - مجلس الوزراء - العفو - جهود العزل - الأوامر التنفيذية - الإعلانات الرئاسية |                            |
| الحياة | - المكتبة الرئاسية - صورة رئاسية - الحياة المبكرة - جدل حول الخدمة العسكرية (جدل حول وثائق كيليان ومشكلات حول صحة الوثائق) - الحياة المهنية - حكم تكساس - مزرعة برايري تشابل - مجمع بوش - صندوق كلينتون بوش لهايتي |                            |
| الخطابات | - محور الشر - المهمة تم إنجازها - خطاب حالة الاتحاد - 2002 - 2003 - 2004 - 2005 - 2006 - 2007 - 2008 |                            |
| الانتخابات | - انتخابات مجلس النواب الأمريكي 1978 [الإنجليزية]‏ - انتخابات ولاية تكساس: 1994 - 1998 - الحملات الرئاسية: 2000 - 2004 - الانتخابات الرئاسية للحزب الجمهوري: 2000 - 2004 - الاتفاقيات الوطنية الجمهورية: 2000 - 2004 - الانتخابات الرئاسية الأمريكية: 2000 - بوش ضد آل جور - 2004 |                            |
| الانتقادات | - البوشية - ألقاب - كموضوع للكتب والأفلام - تصوير خيالي |                            |
| الكتب | - مهمة يجب الحفاظ عليها (1999) - نقاط اتخاذ القرار (2010) - 41: صورة لوالدي (2014) - صور الشجاعة (2017) |                            |
| العائلة | - لورا بوش (الزوجة) - باربرا بيرس بوش (الابنة) - جينا بوش (الابنة) - جورج بوش الأب (الأب - الرئاسة) - باربرا بوش (الأم) - روبن بوش (الأخت) - جيب بوش (الأخ) - نيل بوش (الأخ) - مارفن بوش (الأخ) - دوروثي بوش كوش (الأخت) - بريسكوت شيلدون بوش (الجد) - جورج بريسكوت بوش (ابن شقيق) - بارني (الكلب) - ميس بيزلي (الكلب) - إنديا (القطة) - سبوت فيتشير (الكلب) |                            |
| - بيل كلينتون - باراك أوباما - Book - تصنيف:جورج بوش الابن - Commons                                                                           | |                            || - ع - ن - ت جورج بوش الأب | - ع - ن - ت جورج بوش الأب | - ع - ن - ت جورج بوش الأب |
| --- | --- | ------------------------- |
| - رئيس الولايات المتحدة الواحد والأربعون (1989–1993) - نائب رئيس الولايات المتحدة الثالث والأربعون (1981–1989) - مدير الاستخبارات المركزية (1976–1977) - سفير الولايات المتحدة إلى الأمم المتحدة (1971–1973) - نائب أمريكي عن TX-7 (1967–1971) | |                           |
| الحياة | - المكتبة الرئاسية ومتحف جورج بوش الأب - مدرسة بوش للخدمات الحكومية والعامة - مجمع بوش - بعد الرئاسة - وفاة وجنازة رسمية |                           |
| الرئاسة | - التنصيب - السياسة البيئية للولايات المتحدة - قمة مالطا - الغزو الأمريكي لبنما - اتفاقية الأسلحة الكيميائية 1990 - حرب الخليج الثانية - قمة هلسنكي 1990 - مؤتمر مدريد 1991 - مجلس الفضاء الوطني - نظام عالمي جديد - الحرب الأهلية الصومالية - قوة المهام الموحدة - نافتا - Vomiting incident [لغات أخرى]‏ - Presidential pardons [لغات أخرى]‏ - International trips [لغات أخرى]‏ - Oval Office desk [لغات أخرى]‏ - السياسة المحلية - Judicial appointments [لغات أخرى]‏ - المحكمة العليا - controversies - Executive Orders - Presidential Proclamations |                           |
| الخطابات | - State of the Union Address (1990 [لغات أخرى]‏ - 1991 - 1992) - Chicken Kiev speech |                           |
| الانتخابات | - 1964 United States Senate elections [لغات أخرى]‏ - 1970 [لغات أخرى]‏ - انتخابات مجلس النواب الأمريكي 1966 [لغات أخرى]‏ - 1968 [لغات أخرى]‏ - 1980 - 1988 - 1992 - Republican National Convention, 1980 [لغات أخرى]‏ - 1984 - 1988 - "a thousand points of light" [لغات أخرى]‏ - "Read my lips: no new taxes" [لغات أخرى]‏ - 1992 - انتخابات الرئاسة الأمريكية 1980 - 1984 - 1988 - 1992 |                           |
| الصورة العامة | - السلاح العاري 2½: رائحة الخوف (1991) - What It Takes: The Way to the White House (1993) - The Family: The Real Story of the Bush Dynasty (2004) - Bad for Democracy (2008) - عائلة الأسرار (2009) |                           |
| الكتب | - A World Transformed (1998) - All the Best [لغات أخرى]‏ (1999) |                           |
| الإرث | - المكتبة الرئاسية ومتحف جورج بوش الأب - وسام الحرية الرئاسي - Bush School of Government [لغات أخرى]‏ - جائزة ريغان - مطار جورج بوش الدولي - يو إس إس جورج بوش (CVN-77) |                           |
| العائلة | - باربرا بوش (الزوجة) - جورج دبليو بوش (الابن - الرئاسة) - جيب بوش (الابن) - نيل بوش (الابن) - مارفن بوش (الابن) - دوروثي بوش كوش (الابنة) - باربرا بيرس بوش (الحفيدة) - جينا بوش (الحفيدة) - جورج بريسكوت بوش (الحفيد) - بريسكوت شيلدون بوش (الأب) - نانسي واكر بوش إليس [لغات أخرى]‏ (الأخت) - جوناثان بوش (الأخ) - ويليام إتش تي بوش (الأخ) - صموئيل بي بوش (الجد) - جورج هربرت ووكر (الجد) - Millie (كلب العائلة) - Sully (service dog) [لغات أخرى]‏                                                                                               |                           |
| - رونالد ريغان - بيل كلينتون - Book - تصنيف:جورج بوش الأب | |                           |